# Nadalj
Nadalj (cyr. Надаљ) – wieś w Serbii, w Wojwodinie, w okręgu południowobackim, w gminie Srbobran. W 2011 roku liczyła 2008 mieszkańców.